# Señal analógica

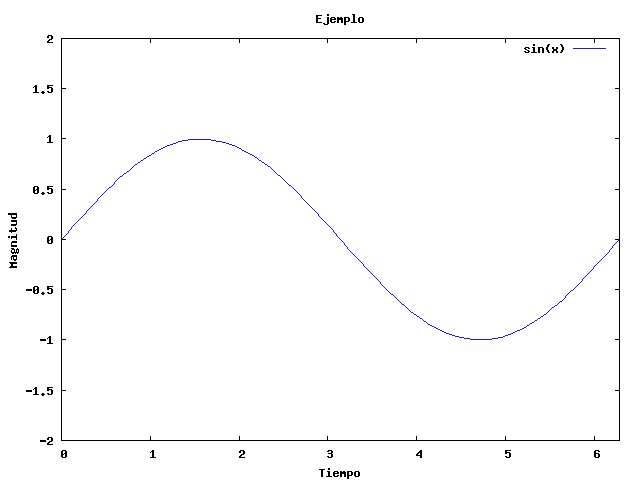
Ejemplo de señal analógica.

Una señal analógica es una señal generada por algún tipo de fenómeno electromagnético; que es representable por una función matemática continua en la que es variable su amplitud y periodo (representando un dato de información) en función del tiempo. Algunas magnitudes físicas comúnmente portadoras de una señal de este tipo son eléctricas como la intensidad, la tensión y la potencia, pero también pueden ser hidráulicas como la presión y térmicas como la temperatura.
En la naturaleza, el conjunto de señales que percibimos son analógicas, así la luz, el sonido, la energía etc., son señales que tienen una variación continua. Incluso la descomposición de la luz en el arcoíris vemos como se realiza de una forma suave y continua.
Una onda sinusoidal es una señal analógica de una sola frecuencia. Los voltajes de la voz y del video son señales analógicas que varían de acuerdo con el sonido o variaciones de la luz que corresponden a la información que se está transmitiendo.

## Señal eléctrica analógica
Una señal analógica es aquella en la que el valor de tensión o voltaje es proporcional (o semejante) al valor de la información que representa. Una señal analógica aporta un valor independiente para cada instante de tiempo. Por contra, una señal digital sólo modifica su valor cada cierta cantidad constante de tiempo, a un ritmo determinado por lo que se denomina velocidad de muestreo. Así, con las señales analógicas se puede determinar el valor del fenómeno que las generó en cualquier instante de tiempo. Las señales digitales en cambio solo representan el valor del fenómeno que las generó cada cierta cantidad de tiempo.
Una señal analógica puede ser continua o alterna. Será continua cuando su valor de tensión nunca cambie de polaridad (o positivo o negativo). Será alterna cuando el valor de la tensión cambie de polaridad, por ejemplo en una onda sinusoidal, cuya forma se repite con el tiempo y que va incrementando su valor con signo eléctrico positivo (+) durante medio ciclo y disminuyéndolo a continuación con signo eléctrico negativo (–) en el medio ciclo siguiente.

## Señal digital como una señal analógica compuesta
Basándose en el análisis de Fourier, una señal digital es una señal analógica compuesta. El ancho de banda es infinito, como se podría intuir. Se puede llegar a este concepto si se estudia una señal digital. Una señal digital, en el dominio del tiempo, incluye segmentos horizontales y verticales conectados. Una línea vertical en el dominio de tiempo significa una frecuencia infinita. Mientras que el tramo horizontal representa una frecuencia cero. Ir de una frecuencia cero a una frecuencia infinito (y viceversa) implica que todas las frecuencias en medio son parte del dominio.
El análisis de Fourier se puede usar para descomponer una señal. Si la señal digital es periódica, lo que es raro en comunicaciones, la señal descompuesta tiene una representación en el dominio de frecuencia con un ancho de banda infinito y frecuencias discretas. Si la señal digital es aperiódica, la señal descompuesta todavía tiene un ancho de banda infinito, pero las frecuencias son continuas.

## Desventajas en términos electrónicos

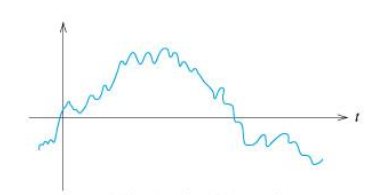
Ejemplo de ruido en señal analógica.

Las señales de cualquier circuito o comunicación electrónica son susceptibles de ser modificadas de forma no deseada de diversas maneras mediante el ruido, lo que ocurre siempre en mayor o menor medida. Para solucionar esto la señal suele ser acondicionada antes de ser procesada
La gran desventaja respecto a las señales digitales es el ruido en las señales analógicas: cualquier variación en la información es de difícil recuperación, y esta pérdida afecta en gran medida al correcto funcionamiento y rendimiento del dispositivo analógico.
Un sistema de control (ya pueda ser un ordenador, etc.) no tiene capacidad alguna para trabajar con señales analógicas, de modo que necesita convertirlas en señales digitales para poder trabajar con ellas. (Véase Conversión analógica-digital)

## Ejemplo de un sistema analógico
Un ejemplo de sistema electrónico analógico es el altavoz, que se emplea para amplificar el sonido de forma que este sea oído por una gran audiencia.
Las ondas de sonido que son analógicas en su origen, son capturadas por un micrófono y convertidas en una pequeña variación analógica de tensión denominada señal de audio. Esta tensión varía de manera continua a medida que cambia el volumen y la frecuencia del sonido y se aplica a la entrada de un amplificador lineal.
La salida del amplificador, que es la tensión de entrada amplificada, se introduce en el altavoz. Este convierte, de nuevo, la señal de audio amplificada en ondas sonoras con un volumen mucho mayor que el sonido original captado por el micrófono.

## Sistemas analógicos que se han vuelto digitales
Grabaciones de video: Un disco versátil digital de múltiples usos (DVD por las siglas de "Digital Versatile Disc") almacena video en un formato digital altamente comprimido denominado MPEG-2. Este estándar codifica una pequeña fracción de los cuadros individuales de video en un formato comprimido semejante al JPEG y codifica cada uno de los otros cuadros como la diferencia entre este y el anterior.
La capacidad de un DVD de una sola capa y un solo lado es de aproximadamente 35 mil millones de bits suficiente para grabar casi 2 horas de video de alta calidad y un disco de doble capa y doble lado tiene cuatro veces esta capacidad.
Grabaciones de audio: Alguna vez se fabricaron exclusivamente mediante la impresión de formas de onda analógicas sobre cinta magnética o un acetato (LP), las grabaciones de audio utilizan en la actualidad de manera ordinaria discos compactos digitales (CD. Compact Discs). Un CD almacena la música como una serie de números de 16 bits que corresponden a muestras de la forma de onda analógica original se realiza una muestra por canal estereofónico cada 22.7 microsegundos. Una grabación en CD a toda su capacidad (73 minutos) contiene hasta seis mil millones de bits de información.

## Sistemas que utilizan métodos digitales y analógicos
Existen sistemas que utilizan métodos digitales y analógicos, uno de ellos es el reproductor de disco compacto (CD).
La música en forma digital se almacena en el CD. Un sistema óptico de diodos láser lee los datos digitales del disco cuando este gira y los transfiere al convertidor digital-analógico (DAC).
El DAC transforma los datos digitales en una señal analógica que es la reproducción eléctrica de la música original.
Esta señal se amplifica y se envía al altavoz. Cuando la música se grabó en el CD se utilizó un proceso que,
esencialmente, era el inverso al descrito, y que utiliza un convertidor analógico digital (ADC, analog-to-digital converter).

## Señales periódicas
Una señal periódica continua {\displaystyle x(t)\,} tiene la característica de que hay un valor positivo 'T' para el cual {\displaystyle x(t)=X(t+T)\,} para todos los valores de 't'.
En otras palabras, una señal periódica tiene la propiedad de que no cambia para un corrimiento de tiempo 'T'.En este caso decimos que {\displaystyle x(t)\,} es periódica con periodo 'T'. Las señales periódicas continuas surgen en una gran variedad de contextos. Por ejemplo, la respuesta natural de sistemas en los cuales se conserva la energía, como los circuito LC ideales sin disipación de energía resistiva y los sistemas mecánicos ideales sin pérdida de fricción, son señales periódicas básicas.
El período fundamental {\displaystyle T\,}0 de {\displaystyle x(t)\,} es el valor más pequeño de 'T'. Una señal que no es periódica se le conoce como aperiódica.